# Odontoglossum tenue
Odontoglossum tenue, the Delicate Odontoglossum, là một loài phong lan có ở miền nam Ecuador to tây bắc Peru.